# Första dejten teens
Första dejten teens är ett svenskt dejtingprogram från 2023. Första säsongen hade premiär på SVT Play den 22 augusti 2023, och består av 10 avsnitt. Programmet är en spinoff av Första dejten som sänts sedan 2017, och baserat på den brittiska förlagan First Dates: Teens.

## Handling
Serien följer samma upplägg som det ursprungliga programmet men med den skillnaden att paren som dejtar för första gången är i åldern 16 till 19 år. På grund av åldern serveras ingen alkohol i restaurangen utan i stället alkoholfria drinkar.